# 公子青
公子青（？—前478年），中国春秋时期卫国的公子。卫后庄公之子。
前478年夏，卫庄公蒯聩暴虐，晋国赵鞅率兵驱逐了他，立公孙般师。晋军撤退，卫庄公依然驱使百姓没有节制。十一月十二，大夫石圃带领工匠讨伐卫庄公，卫庄公带着儿子太子疾、公子青跳北墙出逃，摔断了腿。太子疾、公子青被戎州人所杀。卫庄公投奔戎州己氏，也被杀死。齐国立卫君起为卫侯。